# Seigneurie Sainte-Marie (Taschereau)
Ne doit pas être confondu avec Seigneurie Sainte-Marie (LeMoyne).
La seigneurie Sainte-Marie, parfois appelée fief Linière ou seigneurie Sainte-Marie-de-la-Nouvelle-Beauce, est une seigneurie concédée à Thomas-Jacques Taschereau le 23 septembre 1736 et abolie en 1854. Elle est située dans les environs de l'actuelle ville de Sainte-Marie en Nouvelle-Beauce au Québec (Canada). 

## Histoire
Le gouverneur Charles de La Boische de Beauharnois et l'intendant Gilles Hocquart concèdent à Thomas-Jacques Taschereau dit Linière le 23 septembre 1736 une seigneurie de forme rectangulaire mesurant 3 lieues de front par 2 lieues de profondeur le long de la rivière Chaudière. La concession est ratifiée par Louis XV le 30 avril 1737.